# Бадем
Бадемът, известен и като миндал и клепуш (Prunus dulcis) е вид дребно широколистно дърво от семейство Розови (Rosaceae), от подрод Amygdalus на род Сливи (Prunus).
Така се нарича и плодът на дървото. В различни времена бадемите са наричани и с ред други имена. Дървото е известно и като „Кралицата на семейство Розови“. То има декоративна форма и в редки случаи достига височина от 12 метра. Култивирано се развъжда посредством калем, върху подложка от див бадем или праскова (с която е сроден и й прилича по нагъната черупка на костилката).
Бадемът цъфти рано напролет, а плодовете узряват в края на лятото. Цветовете му съдържат голямо количество нектар.
Световното производство на бадеми е около 1,4 млн. тона (1 млн. тона през 1995, 1,85 млн. тона през 2002 г.) по данни на ФАО. Най-големите производители са Съединените щати, Гърция, Иран, Италия, Мароко, Португалия, Испания, Сирия, Турция.

## Описание
Бадемът е широколистно дърво, което расте обикновено до 4 – 10 м. (13 – 33 фута) на височина, със ствол до 30 см (12 инча) в диаметър. Младите клонки са зелени отначало, после стават лилави, когато са изложени на пряка слънчева светлина, след това сиви през втората година. Листата са дълги 8 – 13 см (3 – 5 инча),  с назъбен ръб и дръжка от 2,5 см (1 инча). Цветовете са бели до бледорозови, 3 – 5 см (1 – 2 инча) в диаметър с 5 венчелистчета, произведени поединично или по двойки и се появяват преди листата в началото на пролетта.

При бадема отсъства сладката месеста външна част, покриваща костилката на други представители на род Сливи, като тя е заменена от дебела кожа, която обвива костилката и ядката, която се яде.

## Отглеждане и използване

### Разпространение
Родината на бадема е Югозападна Азия.

Бадемите започват да дават реколта на третата година след засаждането. Дърветата достигат пълно плододаване 5 до 6 години след засаждането. Плодът узрява през есента, 7 – 8 месеца след цъфтежа.
Бадемът расте най-добре в средиземноморски климат с топло, сухо лято и мека, влажна зима. Оптималната температура за техния растеж е между 15 и 30 °C (59 и 86 °F), а дървесните пъпки имат нужда от охлаждане от 200 до 700 часа под 7,2 °C (45,0 °F), за да прекъснат периода на покой. Опитомената форма може да се отглежда и в по-северни области, включително на Британските острови. Култивират се около 20 разновидности на бадема, които се различават по период на цъфтеж и здравина на ядковидната черупка.
В България бадемът се отглежда предимно в райони с високи пролетни температури и места, където рядко има късни пролетни слани. Причината за това е, че бадемът е един от най-ранно цъфтящите култури в България. Това е често причина ранните пролетни слани да унищожат цъфтежа, а и от там плода на растението. Благоприятни места са крайбрежните райони на Черноморието и някои южни балкански котловини. Въпреки това, често срещано място където се отглежда и то под формата на диворастящи бадеми е районът на Дунавската равнина - най-вече Свищов, Никопол и други населени места около река Дунав.

### Употреба
В миналото консумацията на бадеми е била много популярна, като форма на лечение, сред заможните съсловия, както и като подправка за месните им ястия, предполагаемо подобряваща тяхната смилаемост. Поради това ядка на бадема е наричана "кралски плод".
Бадемите са известни със свойствата си на антиоксидант. Те са изключително богати на витамин Е (в 100 g се съдържат 229% от препоръчителната дневна доза). Той играе важна роля за предотвратяване на сърдечносъдови заболявания и рак, както и за забавяне на процеса на стареене. Високите стойности на фосфор и магнезий в бадемите спомагат за заздравяване на костите. Освен това те са богати на ненаситени мазнини. Същевременно, ако не се съхраняват правилно (на прохладно и сухо място - предвид съдържанието на мазнини), излагането на светлина и топлина води до образуване на гъбичките Aspergillus fungus, които спомагат за отделянето на афлатоксини. Те са канцерогенни - причиняват рак на черния дроб - и потискат имунната система.

### Производители
| №  | Държава                    | Количество   | %     |
| -- | -------------------------- | ------------ | ----- |
| 1  | САЩ                        | 2 189 040    | 54,81 |
| 2  | Испания                    | 365 210      | 9,14  |
| 3  | Австралия                  | 285 605,05   | 7,15  |
| 4  | Турция                     | 178 000      | 4,46  |
| 5  | Мароко                     | 169 255      | 4,24  |
| 6  | Иран                       | 163 568,2    | 4,1   |
| 7  | Сирия                      | 87 768,07    | 2,2   |
| 8  | Тунис                      | 75 000       | 1,88  |
| 9  | Италия                     | 71 620       | 1,79  |
| 10 | Алжир                      | 55 448       | 1,39  |
| 11 | Чили                       | 45 100,31    | 1,13  |
| 12 | Китай                      | 45 000       | 1,13  |
| 13 | Португалия                 | 41 450       | 1,04  |
| 14 | Афганистан                 | 40 655,23    | 1,02  |
| 15 | Либия                      | 34 595,21    | 0,87  |
| 16 | Узбекистан                 | 27 896       | 0,7   |
| 17 | Ливан                      | 25 938,91    | 0,65  |
| 18 | Гърция                     | 22 750       | 0,57  |
| 19 | Пакистан                   | 21 398,75    | 0,54  |
| 20 | Йемен                      | 11 233,33    | 0,28  |
|    | Общо световно производство | 3 993 998,06 | 100   |